# Onze-Lieve-Vrouw van het Raspailleboskapel

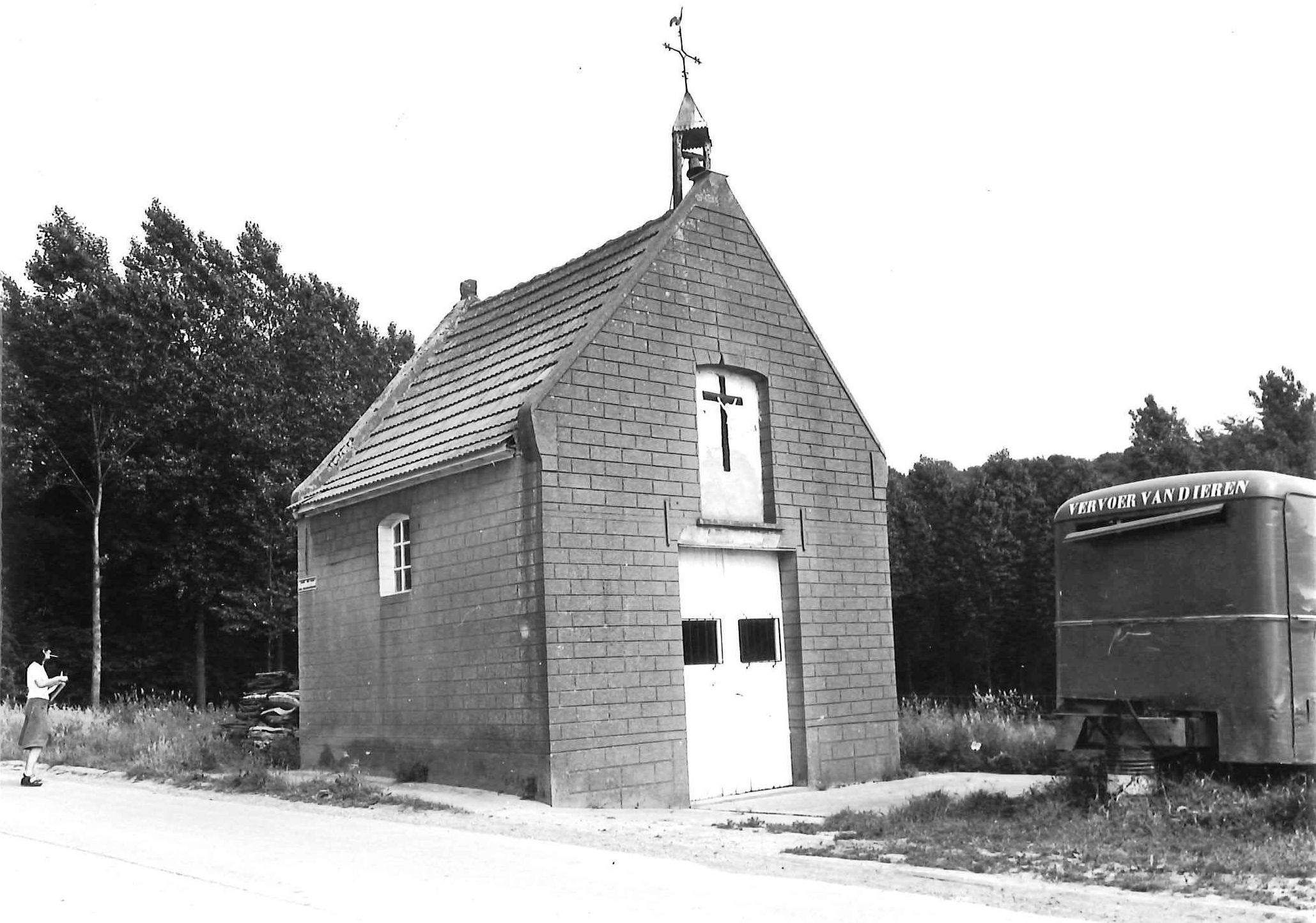
Onze-Lieve-Vrouw van het Raspailleboskapel, situatie in 1976, voor de ontpleistering

De Onze-Lieve-Vrouw van het Raspailleboskapel is een kapel in de tot de Oost-Vlaamse gemeente Geraardsbergen behorende plaats Atembeke, gelegen aan de Kapellestraat.
In 1669 werd in het Raspaillebos door de Dominicanen een vicariaat opgericht, een soort klooster. Dit werd in 1773 opgeheven. Overblijfselen van dit klooster zijn de hier beschreven kapel en een boerenwoning op huisnummer 25.
De kapel is een bakstenen gebouw op rechthoekige plattegrond onder zadeldak, waarop zich een dakruiter bevindt.